# Gymnophryxe
Gymnophryxe – rodzaj muchówek z rodziny rączycowatych (Tachinidae).

## Wybrane gatunki
- G. carthaginiensis (Bischof, 1900)[1]
- G. claripennis (Reinhard, 1943)[2]
- G. inconspicua (Villeneuve, 1924)[1]
- G. modesta Herting, 1973[1]
- G. nudigena Villeneuve, 1922[1]
- G. theodori (Kugler, 1968)[1]